# Vročilnica
Vročilnica je potrdilo o vročitvi. Je tudi dokaz o vročitvi. 
Podpišeta jo vročevalec in prejemnik. Slednji nanjo z besedami napiše dan prejema. Če zavrne podpis, vročevalec to označi na vročilnici, vročitev pa velja kot podpisana.